# Eugenia capensis
Eugenia capensis är en myrtenväxtart som först beskrevs av Christian Friedrich Frederik Ecklon och Carl Ludwig Philipp Zeyher, och fick sitt nu gällande namn av William Henry Harvey. Eugenia capensis ingår i släktet Eugenia och familjen myrtenväxter.

## Underarter
Arten delas in i följande underarter:
- E. c. albanensis
- E. c. capensis
- E. c. gracilipes
- E. c. gueinzii
- E. c. multiflora
- E. c. natalitia
- E. c. nyassensis
- E. c. simii
- E. c. zeyheri